# Cyrestis ulawana
Cyrestis ulawana är en fjärilsart som beskrevs av Martin 1903. Cyrestis ulawana ingår i släktet Cyrestis och familjen praktfjärilar. Inga underarter finns listade i Catalogue of Life.